# Clinic (gruppo musicale)
I Clinic sono un gruppo musicale britannico originario di Liverpool e attivo dal 1997.

## Formazione
- Ade Blackburn - voce, chitarra, tastiere
- Brian Campbell - basso, flauto, cori
- Hartley - chitarra, tastiere, clarinetto
- Carl Turney - batteria, piano, cori

## Discografia

### Album studio
- Two Inch Helium Buddah (1996) - pubblicato come Pure Morning
- Internal Wrangler (2000)
- Walking with Thee (2002)
- Winchester Cathedral (2004)
- Visitations (2006)
- Do It! (2008)
- Bubblegum (2010)
- Free Reign (2012)
- Wheeltappers and Shunters (2019)
- Fantasy Island (2021)

### Raccolte
- Clinic (1999)
- Funf (2007)